# Mrzim istinu!
Predstava Mrzim istinu! autora i redatelja Olivera Frljića kultna je predstava Teatra &TD iz Zagreba, te jedna od najnagrađivanijih kazališnih predstava u povijesti hrvatskog kazališta.

## Povijest
Predstava se bavi scenskim prikazivanjem života samog redatelja Olivera Frljića. Redatelj je u programskoj knjižici predstave napisao: «Ova predstava nas vraća u vrijeme prije 24. aprila 1992. Umjesto patetičnog prepričavanja jedne obiteljske povijesti, njom se daje uvid i rastvaraju kompleksni unutarnji odnosi u toj obitelji. Svoj dramaturški temelj ona gradi na tenziji između različitih obiteljskih dokumenata i autorovih svjedočanstava koja se koriste, te fikcionalnog statusa koji ovi dokumenti i svjedočanstva dobivaju u prostoru kazališne reprezentacije.»
Predstava je premijerno izvedena 26. svibnja 2011. godine, te je vrlo brzo postala hit predstava rasprodana mjesecima unaprijed (igra se u SEK-u, pred četrdesetak gledatelja). Gostovala je na brojnim kazališnim festivalima u zemlji i svijetu, bila nominirana u sedam kategorija za Nagradu hrvatskog glumišta te je i osvojila u najprestižnijoj kategoriji: predstave u cjelini. Osvojila je i prestižne nagrade festivala Gavelline večeri, Marulićevi dani i brojne druge.
Kritičari su redom hvalili predstavu, a mnogi su je izdvojili kao prekretnu točku hrvatskog kazališta pa tako Bojan Munjin u listu Novosti piše: "Mrzim istinu! dokazuje da zaista živimo proljeće jednoga novog teatra, za što je zaslužna i Frljićeva generacija, koja je suočavanje sa stvarnošću stavila na prvo mjesto svojih estetskih i etičkih vrijednosti.", a žiri festivala Gavelline večeri ustvrdio je kako "predstava najavljuje jedno novo kazališno doba u kojem radikalne autorske estetike uspijevaju pronaći istinski dijalog sa svim članovima kazališne zajednice." Žiri Međunarodnog festivala malih scena zapisao je: "Predstava Mrzim istinu na konceptualno promišljen način progovara o svemoći kazališne istine te impresionira iskrenošću i glumačkom strašću svih sudionika čije zajedništvo daje predstavi dominantno teatralni naboj, otvorenost, humor i širinu. Istovremeno je vrlo važno istaknuti da njihova sugestivna suigra za cijelo vrijeme trajanja predstave komunicira s gledateljstvom na širem planu emotivnosti što se u kazalištu obično naziva čudom."
Jedan od najvećih uspjeha predstava je doživjela igranjem na jednom od najprestižnijih svjetskih festivala Wiener Festwochen gdje je s velikim uspjehom odigrana četiri puta.
Svečana stota izvedba odigrana je 28. svibnja 2013. godine. Svečana 200. izvedba odigrana je 22. rujna 2019. godine. 

## Autorski tim
Režija i koncept: Oliver Frljić

Igraju: Ivana Roščić, Rakan Rushaidat, Filip Križan, Iva Visković

## Nagrade
26. Gavelline večeri, 2011.

- Nagrada "Dr. Branko Gavella" za najbolju predstavu

19. Nagrada Hrvatskoga glumišta, 2011.

- Najbolja predstava u cjelini

- Najbolji mladi glumac do 28 godina: Filip Križan

22. Marulićevi dani, 2012.

- Nagrada Marul za najbolju predstavu u cjelini

- Nagrada Marul za najbolju glumicu: Ivana Roščić

- Nagrada Marul za najboljeg glumca: Rakan Rushaidat

- Nagrada lista Slobodna Dalmacija: Filip Križan

19. Međunarodni festival malih scena, Rijeka, 2012. 

- Posebna nagrada "Veljko Maričić" za kolektivnu glumačku igru

19. Festival glumca, Vinkovci, 2012.

Nagrada Vanja Drach za najbolju predstavu u cjelini

Nagrada Fabijan Šovagović za najboljeg glumca: Rakan Rushaidat

11. Festival bosanskohercegovačke drame, Zenica, 2012.

- Nagrada žirija publika za najbolju predstavu festivala

- Nagrada za najbolju režiju: Oliver Frljić

- Nagrada za najbolje glumačko ostvarenje (muška uloga): Rakan Rushaidat

- Nagrada za najbolje glumačko ostvarenje mladog glumca/glumice: Filip Križan

15. Teatar Fest Petar Kočić, Banja Luka, 2012.

- Nagrada za najbolji tekst izvedbe: Oliver Frljić

- Nagrada za najbolje glumačko ostvarenje: Ivana Roščić

- Nagrada "Korak u stvarnost" žirija radio televizije Republike Srpske: Oliver Frljić

11. Neue Stucke aus Europa, Wiesbaden,  2012.

- Druga nagrada publike

46. BITEF, Beograd, 2012.

- Specijalna nagrada za doprinos kazališnoj umjetnosti

- Nagrada publike

52. MESS, Sarajevo, 2012.
 
- Srebrni lovorov vijenac za najbolju predstavu u kategoriji Mittel Europa

- Zlatni lovorov vijenac za najbolju glumicu: Ivana Roščić

- Nagrada publike